# Conferência Leste (MLS)
A Conferência Leste (em inglês: Eastern Conference) é uma das duas conferências da Major League Soccer, junto com a Conferência Oeste. Desde 2023, a divisão das Conferências segue amplamente o caminho do Rio Mississippi, dos Grandes Lagos ao Golfo do México, com clubes a leste do Rio na Conferência Leste.

## Membros
| Time                   | Cidade           | Estádio                |
| ---------------------- | ---------------- | ---------------------- |
| Atlanta United FC      | Atlanta, GA      | Mercedes Benz Stadium  |
| Chicago Fire FC        | Chicago, IL      | Soldier Field          |
| Columbus Crew SC       | Columbus, OH     | Mapfre Stadium         |
| FC Cincinnati          | Cincinnati, OH   | Nippert Stadium        |
| D.C. United            | Washington, D.C. | Audi Field             |
| Inter Miami CF         | Miami, FL        | Inter Miami CF Stadium |
| Montreal Impact        | Montreal, QC     | Saputo Stadium         |
| Nashville SC           | Nashville, TN    | Nissan Stadium         |
| New England Revolution | Foxborough, MA   | Gillette Stadium       |
| New York City FC       | Bronx, NY        | Yankee Stadium         |
| New York Red Bulls     | Harrison, NJ     | Red Bull Arena         |
| Orlando City SC        | Orlando, FL      | Orlando City Stadium   |
| Philadelphia Union     | Chester, PA      | Talen Energy Stadium   |
| Toronto FC             | Toronto, ON      | BMO Field              |

## Campeões das eliminatórias
Os campeões das eliminatórias são coroados no final com um troféu e são declarados campeões da Conferência, além de enfrentarem o campeão da Conferência Oeste no jogo final decisivo da liga, a MLS Cup.
| Temporada | Campeão                                | Placar da final                        | Vice-campeão                           |
| --------- | -------------------------------------- | -------------------------------------- | -------------------------------------- |
| 1996      | D.C. United                            | 2 partidas a 0                         | Tampa Bay Mutiny                       |
| 1997      | D.C. United                            | 2 partidas a 0                         | Columbus Crew                          |
| 1998      | D.C. United                            | 2 partidas a 1                         | Columbus Crew                          |
| 1999      | D.C. United                            | 2 partidas a 1                         | Columbus Crew                          |
| 2000      | Não houve eliminatórias de Conferência | Não houve eliminatórias de Conferência | Não houve eliminatórias de Conferência |
| 2001      | Não houve eliminatórias de Conferência | Não houve eliminatórias de Conferência | Não houve eliminatórias de Conferência |
| 2002      | New England Revolution                 | 5 pontos a 2                           | Columbus Crew                          |
| 2003      | Chicago Fire                           | 1–0 (pro)                              | New England Revolution                 |
| 2004      | D.C. United                            | 3–3 (4–3 p)                            | New England Revolution                 |
| 2005      | New England Revolution                 | 1–0                                    | Chicago Fire                           |
| 2006      | New England Revolution                 | 1–0                                    | D.C. United                            |
| 2007      | New England Revolution                 | 1–0                                    | Chicago Fire                           |
| 2008      | Columbus Crew                          | 2–1                                    | Chicago Fire                           |
| 2009      | Real Salt Lake                         | 0–0 (5–4 p)                            | Chicago Fire                           |
| 2010      | Colorado Rapids                        | 1–0                                    | San Jose Earthquakes                   |
| 2011      | Houston Dynamo                         | 2–0                                    | Sporting Kansas City                   |
| 2012      | Houston Dynamo                         | 3–1; 1–1                               | D.C. United                            |
| 2013      | Sporting Kansas City                   | 0–0; 2–1                               | Houston Dynamo                         |
| 2014      | New England Revolution                 | 2–1; 2–2                               | New York Red Bulls                     |
| 2015      | Columbus Crew                          | 2–0; 0–1                               | New York Red Bulls                     |
| 2016      | Toronto FC                             | 2–3; 5–2                               | Montreal Impact                        |
| 2017      | Toronto FC                             | 0–0; 1–0                               | Columbus Crew                          |
| 2018      | Atlanta United                         | 3–0; 0–1                               | New York Red Bulls                     |
| 2019      | Toronto FC                             | 2–1                                    | Atlanta United                         |
| 2020      | Columbus Crew                          | 1–0                                    | New England Revolution                 |
| 2021      | New York City FC                       | 2–1                                    | Philadelphia Union                     |
| 2022      | Philadelphia Union                     | 3–1                                    | New York City FC                       |
| 2023      | Columbus Crew                          | 3–2 (pro)                              | FC Cincinnati                          |
| 2024      | New York Red Bulls                     | 1–0                                    | Orlando City                           |

### Títulos por clube
| Clube                  | Títulos | Vices | Temporadas como campeão      | Temporadas como vice-campeão |
| ---------------------- | ------- | ----- | ---------------------------- | ---------------------------- |
| New England Revolution | 5       | 3     | 2002, 2005, 2006, 2007, 2014 | 2003, 2004, 2020             |
| D.C. United            | 5       | 2     | 1996, 1997, 1998, 1999, 2004 | 2006, 2012                   |
| Columbus Crew          | 4       | 5     | 2008, 2015, 2020, 2023       | 1997, 1998, 1999, 2002, 2017 |
| Toronto FC             | 3       | 0     | 2016, 2017, 2019             | —                            |
| Houston Dynamo ‡       | 2       | 1     | 2011, 2012                   | 2013                         |
| Chicago Fire           | 1       | 4     | 2003                         | 2005, 2007, 2008, 2009       |
| New York Red Bulls     | 1       | 3     | 2024                         | 2014, 2015, 2018             |
| Sporting Kansas City ‡ | 1       | 1     | 2013                         | 2011                         |
| Atlanta United         | 1       | 1     | 2018                         | 2019                         |
| New York City FC       | 1       | 1     | 2021                         | 2022                         |
| Philadelphia Union     | 1       | 1     | 2022                         | 2021                         |
| Real Salt Lake ‡       | 1       | 0     | 2009                         | —                            |
| Colorado Rapids ‡      | 1       | 0     | 2010                         | —                            |
| Tampa Bay Mutiny †     | 0       | 1     | —                            | 1996                         |
| San Jose Earthquakes ‡ | 0       | 1     | —                            | 2010                         |
| CF Montréal            | 0       | 1     | —                            | 2016                         |
| Orlando City           | 0       | 1     | —                            | 2024                         |

Legenda: ‡ – Não faz parte da Conferência Leste;  † – Não faz mais parte da liga

## Campeões da temporada regular
Nenhum troféu é concedido por liderar a classificação da conferência no final da temporada regular, a menos que o líder da temporada regular também ganhe o Supporters' Shield. O vencedor das eliminatórias da Conferência é considerado o campeão da Conferência.
|  | Indica que também venceu o Supporters' Shield |

| Temporada | Campeão                |
| --------- | ---------------------- |
| 1996      | Tampa Bay Mutiny       |
| 1997      | D.C. United            |
| 1998      | D.C. United            |
| 1999      | D.C. United            |
| 2000      | MetroStars             |
| 2001      | Miami Fusion           |
| 2002      | New England Revolution |
| 2003      | Chicago Fire           |
| 2004      | Columbus Crew          |
| 2005      | New England Revolution |
| 2006      | D.C. United            |
| 2007      | D.C. United            |
| 2008      | Columbus Crew          |
| 2009      | Columbus Crew          |
| 2010      | New York Red Bulls     |
| 2011      | Sporting Kansas City   |
| 2012      | Sporting Kansas City   |
| 2013      | New York Red Bulls     |
| 2014      | D.C. United            |
| 2015      | New York Red Bulls     |
| 2016      | New York Red Bulls     |
| 2017      | Toronto FC             |
| 2018      | New York Red Bulls     |
| 2019      | New York City FC       |
| 2020      | Philadelphia Union     |
| 2021      | New England Revolution |
| 2022      | Philadelphia Union     |
| 2023      | FC Cincinnati          |
| 2024      | Inter Miami            |